# Cosmosoma protus
Cosmosoma protus là một loài bướm đêm thuộc phân họ Arctiinae, họ Erebidae.